# Wang Xin (skoczkini do wody)
Wang Xin (chiń. 王鑫; pinyin Wáng Xīn ur. 11 sierpnia 1992) – chińska skoczkini do wody. Dwukrotna medalistka olimpijska z Pekin.
Zawody w 2008 były jej jedynymi igrzyskami olimpijskimi. Po złoto sięgnęła w skokach synchronicznych z dziesięciometrowej wieży. Partnerowała jej Chen Ruolin. W rywalizacji indywidualnej zajęła trzecie miejsce. Indywidualnie była mistrzynią świata w 2007, w skokach synchronicznych w 2009.